# Râpa Polîvaniv
Râpa Polîvaniv (în ucraineană Поливанів Яр) este o rezervație peisagistică de importanță locală din raionul Chelmenți, regiunea Cernăuți (Ucraina), situată la nord de satul Ianăuți.
Suprafața ariei protejate constituie 441 de hectare, fiind înființată în anul 1994 prin decizia consiliului regional. Statutul a fost acordat pentru protejarea peisajului natural pitoresc, cu păduri și vegetație de pajiște care crește pe versanții abrupți ai unei râpe adânci, în adâncul căreia curge un pârâu care se varsă în Nistru. Deosebit de valoroase sunt formațiunile geologice și geomorfologice de pe versanții ravenei. Panta dreaptă a rezervației este acoperită de vegetație forestieră mixtă: molid, pin, stejar, carpen, plop, precum și arbuști denși, pe când pe versantul stâng predomină vegetația ierboasă-arbustivă, aici calcarul este extras manual într-o carieră locală.
În perioada anilor 1945-51 în apropierea rezervației au fost efectuate săpături arheologice care au dezvăluit bogate așezări strămoșești vechi de 30-40 de mii de ani, aparținând culturii Cucuteni.